# Histoire de la lèpre à Malte

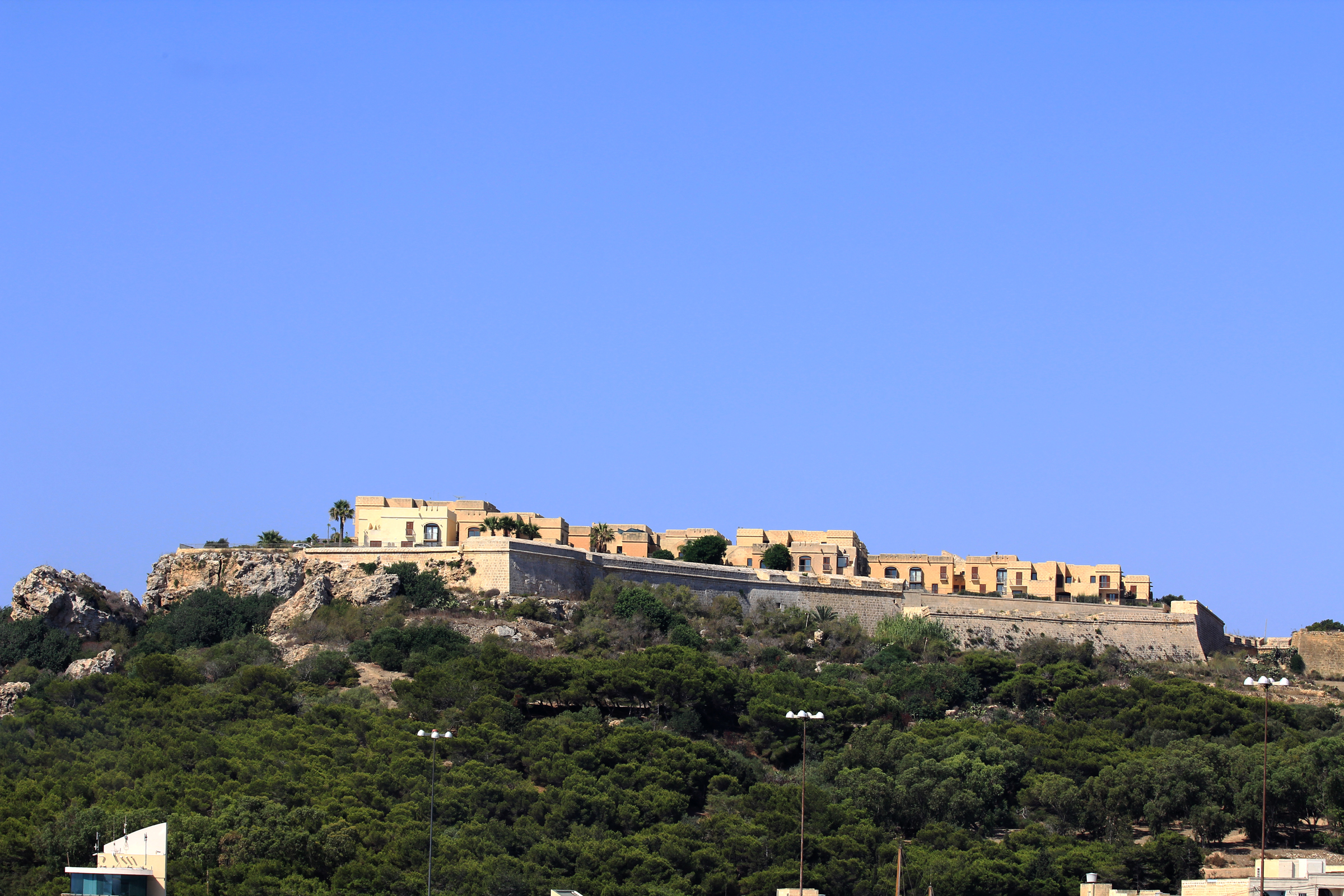
le fort Chambray à Gozo, où est basé un hôpital consacré à la lèpre de 1937 à 1956

L’Histoire de la lèpre à Malte remonte au Moyen Âge, mais c'est surtout à la fin du XIXe siècle que la maladie sera présente sur l'archipel maltais.

## Avant leXVIesiècle
Il n'y a pas d'indication claire sur l'ancienneté de la lèpre à Malte, mais l'origine du nom en maltais est clairement sémitique et suggère un enracinement dans l'histoire maltaise avant l'arrivée des Normands.
Il a été proposé que l'établissement religieux hospitalier, tenu par les Franciscains à proximité de Mdina, ait été une léproserie, mais les preuves historiques manquent.
La premier témoignage clair de lèpre est celui de Garita Xejbais, une gozitaine, dite erga corpore morbo lepre (atteinte de la lèpre du corps) au moment de faire son testament en faveur de l'église en 1492. Cet exemple montre également que la malade gardait ses droits légaux, contrairement à ce qui pouvait être le cas dans certains pays européens au Moyen Âge.

## Sous les Chevaliers
Quand les Hospitaliers de l'ordre de Saint-Jean de Jérusalem arrivent à Malte en 1530, ils importent leurs règles sur l'archipel. Il est notamment stipulé qu'un chevalier devenu lépreux sera soigné mais ne pourra pas garder l'habit. Des règles d'isolement sont édictées, et quand les malades sont accueillis à la Sacra Infermeria, ils sont soignés dans des cellules isolées.
Le premier cas rapporté durant la période hospitalière est celui d'un moine dominicain, décédé en 1630 dans son couvent de Ir-Rabat.
L'intérêt porté par les dirigeants maltais à la maladie croit au cours du XVIIe siècle, à mesure que la contagiosité de la lèpre est mieux admise. Pour chaque cas suspect, un diagnostic précis doit être confirmé par plusieurs spécialistes. 
La prévalence reste cependant assez faible, puisque durant le recensement de 1687, seule une femme de 30 ans habitant à Ħal Qormi est enregistrée comme souffrant de lèpre, mais il est probable que tous les cas n’aient pas été enregistrés, et cinq autres cas ont été identifiés à la même époque. Quelques autres cas sont rapportés, comme celui d'une religieuse du monastère de Saint-Catherine à La Valette qui meurt en 1770, où celui du fils d'un dignitaire turc qui vient chercher des soins à Malte au cours de son trajet vers Marseille.

## LeXIXesiècle
Au début du XIXe siècle, les cas de lèpre restent sporadiques. Entre 1839 et 1858, seuls 7 cas sont recensés (4 hommes et 3 femmes). Malgré ces malades, les autorités sanitaires britanniques à Malte répondent pourtant en 1862 par la négative à une enquête du Collège Royal de Médecine sur la présence de lèpre dans l'archipel, reconnaissant toutefois que des cas peuvent être présents mais non-identifiés. Pourtant, la prévalence de la maladie progresse durant la deuxième moitié du XIXe siècle, peut-être à cause des effets conjugués de l'accroissement des contacts avec l'Afrique du Nord, mais aussi avec les Indes britanniques.
Un comité spécialisé est créé en 1883, il recense 30 cas connus. Ils sont 69 en 1890, la prévalence est estimée à 42 pour 100 000. Huit cas sont recensés à Gozo dont quatre à In-Nadur. Seuls onze cas sont à un stade avancé de la maladie et admis à l’Ospizio pour indigents de Il-Furjana. Ils viennent la plupart du temps des zones rurales, de Ħal Qormi ou Il-Mosta. Un seul cas vient de La Valette.

## LeXXesiècle
Il est alors décidé la construction d'un bâtiment spécialisé pour les patients atteints de lèpre (qui prendra plus tard le nom d'hôpital Saint Barthélémy), dépendant du nouvel hôpital de Ħal Luqa (qui remplace l’Ospizio de Il-Furjana en 1892). Le bâtiment accueillera (et isolera de force) les patients masculins dès 1892 mais les femmes seulement à partir de 1912. Le nombre maximum de malades sera atteint en 1917 avec la présence de 114 malades (71 hommes et 43 femmes), suggérant une prévalence dans l'archipel de 49 pour100000. La présence de la maladie décline ensuite.
Les conditions d'enfermement sont probablement très difficiles, les malades sont plus considérés comme des prisonniers que comme des malades. Plusieurs incidents sont notés, notamment dans l'année 1900 avec deux attaques des gardiens et évasions des détenus. Un détachement de police sera ensuite maintenu sur place jusqu'en 1903. Progressivement, les règles d'isolement sont assouplies et les incidents diminuent. La prévalence reste constante, avec un taux calculé à 47,2 pour 100 000 en 1916.
Pour accueillir les gozitains malades, un nouveau service spécialisé (l'hôpital du Sacré-Cœur) est ouvert à Gozo, dans le fort Chambray en 1937. Mais en raison du faible nombre de patient, ce service fermera en 1956, les patients de Gozo étant renvoyés à l'hôpital Saint Barthélémy à Malte.
Avec l'arrivée des antibiotiques efficaces et le décès des patients les plus vieux, le nombre des malades de l'hôpital diminue jusqu'à sa fermeture en décembre 1974. Les 22 patients restant se voient attribuer un logement à Hal Ferha Estate (lotissement créé dans un fort abandonné de Ħal Għargħur) avec un lopin de terre à cultiver et les soins d'une infirmière et d'un médecin. Ils ne sont plus que 5 en 1994.

## LeXXIesiècle
Le dernier patient d’Hal Ferha Estate est transféré à l'hôpital gériatrique en 2001. Le centre est fermé en 2004.
La lèpre est désormais considérée comme éteinte à Malte.

## Sources
- (en) George G. Buttigieg, Charles Savona-Ventura et Kyril Micallef Stafrace, « History of leprosy in Malta », Malta Medical Journal, vol. 20, no 04,‎ décembre 2008, p. 34-38 (lire en ligne)
- (en) Charles Savona-Ventura, Leprosy Archives : The Maltese Islands, Trinity College Library, Cambridge, 2006 (lire en ligne) : avec plusieurs photographies des établissements pour lépreux.